# Энтопля
Энтопля — река в Кондинском районе Ханты-Мансийского автономного округа — Югры, Россия. Длина около 11-ти км.
Вытекает из безымянного озера и течёт сначала на юго-запад, затем на юго-восток. В верхнем течении принимает правый безымянный приток.
Впадает в озеро Волохетское. Водная система: Волохетское → Волхья → Летнинское → Летнинская → Яхтур → Юконда → Конда → Иртыш → Обь → Карское море.
Водосборный бассейн Энтопли соседствует с бассейнами Полымьи и Хомыша.